# Енцо Фернандес
Енцо Джеремая Фернандес (на испански: Enzo Jeremías Fernández) роден на 17 януари 2001 г. в Буенос Айрес, Аржентина е аржентински футболист, полузащитник играещ за английския Челси и националния отбор на Аржентина.

## Отличия

### Отборни
Дефенса и Хустисия
- Копа Судамерикана: 2020
- Рекопа Судамерикана: 2021

Ривър Плейт
- Примера дивисион: 2021

Бенфика
- Примейра Лига: 2022/23

Челси
- Лига на конференциите: 2024/25
- Световно клубно първенство: 2025

### Национален отбор
Аржентина
- Световно първенство: 2022
- Копа Америка: 2024